# Gotthil Baumgarten
Gotthilf von Baumgarten (Berlín (Alemanya), 12 de gener, 1741 - Gross-Strehlitz (Silesia), 1813), va ser un compositor alemany.

## Obra
Va escriure òperes Zemire und Azor, una òpera còmica romàntica en quatre actes: basada en el francès Marmontel (Breslau, 1775), Andròmeda [un monodrama] (Breslau, 1776), Das Grab des Mufti que va publicar en partitura per a piano (Breslau, 1778)